# تپه اسپی داربن ۱
تپه اسپی داربن ۱ مربوط به هزاره اول قبل از میلاد است و در شهرستان مهدیشهر، روستای فولاد محله واقع شده و این اثر در تاریخ ۱۰ دی ۱۳۸۱ با شمارهٔ ثبت ۶۹۵۵ به‌عنوان یکی از آثار ملی ایران به ثبت رسیده است.